# Parochlus steinenii
Parochlus steinenii (Gercke, 1889) è un insetto dittero della famiglia Chironomidae.
È una delle tre specie di insetti presenti in Antartide (le altre due sono Belgica antarctica e Eretmoptera murphyi, anch'esse della famiglia Chironomidae); delle tre è l'unica dotata di ali.

## Biologia
Durante l'estate antartica adulti di entrambi i sessi si aggregano sulle rive di laghi e torrenti. Dopo l'accoppiamento la femmina depone le uova in acqua, aggregate in grappoli di alcune centinaia, adese a materiale solido sommerso in acque poco profonde. Lo sviluppo delle larve avviene in acqua durante l'inverno e passa attraverso quattro stadi larvali.
Per la sua elevata capacità riproduttiva e per la capacità di colonizzare nuovi habitat disponibili P. steinenii è considerato un importante indicatore biologico dei mutamenti climatici in atto nella regione antartica.

## Distribuzione e habitat
Il suo areale comprende il Cile meridionale e l'Argentina meridionale, la Georgia del Sud e le Isole Shetland Meridionali.
Popola ecosistemi di acqua dolce sulle rive di laghi, stagni e torrenti.